# Lee Se-young
Đây là một tên người Triều Tiên, họ là Lee.
Lee Se-young (Hangul: 이세영, sinh ngày 20 tháng 12 năm 1992) là nữ diễn viên người Hàn Quốc. Cô ra mắt là một diễn viên nhí, và sau khi trưởng thành cô đã trở lại với nghiệp diễn một cách ấn tượng qua các vai diễn đáng chú ý như Park Soo-in trong Người tình nhạc Trot, Choi Woo-seung trong Cú đánh cực đỉnh, và cô nàng zombie Jin Bu-a trong Hoa du ký. Tuy nhiên, phải đến vai chính trong bộ phim cổ trang đình đám Viền đỏ trên tay áo, cô mới thật sự trở nên nổi tiếng được công chúng công nhận.

## Sự nghiệp

### Khởi đầu
Lee Se Young khởi nghiệp từ khi còn nhỏ qua các vai diễn trong các phim: When I Turned Nine, Lovely Rivals và The Wonder Years.
Cô tiếp tục tham gia các bộ phim như Giai điệu tuổi thanh xuân, Nhớ em, Hôn nhân của tứ nương, và đã có vai chính đầu tay trong phim truyền hình dài tập với tác phẩm kinh dị bí ẩn Thám tử ma cà rồng.

### 2016 - nay
Năm 2016, cô tham gia bộ phim Tiệm may quý ông và nhận được nhiều đánh giá tích cực. Cô giành giải Nữ diễn viên mới xuất sắc nhất trong hạng mục truyền hình tại Baeksang Arts Award cho vai diễn này.
Năm 2017, Lee Se-young có bước ngoặt tiếp theo trong sự nghiệp khi đảm nhận vai cô nàng xác sống Jin Bu-ja kiêm Thần nữ Ah Sa-nyeo trong bộ phim Hoa du ký.
Năm 2018, cô đóng vai chính đầu tiên trên màn ảnh rộng trong bộ phim điện ảnh hài Duck Town.
Năm 2019, cô đóng vai chính Trung Điện Yoo So-woon trong bộ phim Chàng hề thế thân. Cùng năm đó, cô cũng tham gia phim về đề tài y khoa Bác sĩ Yo Han cùng với nam diễn viên Ji Sung.
Năm 2020, cô đóng vai chính trong hai bộ phim Hồi ức của đài tvN và Kairos của MBC.
Năm 2021, cô đóng vai chính trong bộ phim cổ trang Viền đỏ trên tay áo. Bộ phim đã trở thành một tác phẩm đình đám và là "hắc mã" của đài MBC. Qua vai diễn này, ngoài giải thưởng Nữ diễn viên xuất sắc nhất tại lễ trao giải MBC, Lee Se-young còn được công chúng công nhận về năng lực diễn xuất, cũng như độ nhận diện cũng được tăng lên đáng kể.
Năm 2022, cô quay trở lại màn ảnh nhỏ với phim tình cảm đề tài pháp luật Quán cà phê luật.
Cuối năm 2023, cô tái xuất với vai nữ chính trong phim truyền hình Hôn nhân hợp đồng của MBC. 

## Danh sách phim

### Điện ảnh
| Năm  | Tựa đề              | Vai                         |           |
| ---- | ------------------- | --------------------------- | --------- |
| 2004 | Dance with Solitude | Young-hee                   |           |
| 2004 | When I Turned Nine  | Jang Woo-Rim                | Vai chính |
| 2004 | Lovely Rivals       | Mi-Nam                      |           |
| 2005 | All for Love        | Jasmine                     | cameo     |
| 2007 | The Wonder Years    | Soo-Ah                      |           |
| 2012 | Grape Candy         | Khách hàng nữ của ngân hàng | cameo     |
| 2013 | Horror Stories 2    | Se-Young                    |           |
| 2014 | Hot Young Bloods    | So-Hee                      |           |
| 2018 | Duck Town           | Hee-jung                    |           |
| 2020 | Hotel Lake          | Yoo-mi                      |           |

### Truyền hình
| Năm  | Tên phim                         | Tên tiếng Hàn           | Kênh phát sóng | Vai diễn                            | Ghi chú            |
| ---- | -------------------------------- | ----------------------- | -------------- | ----------------------------------- | ------------------ |
| 1997 | The Brothers' River              | 형제의 강               | SBS            |                                     |                    |
| 1998 | The Path of the Great Dynasty    | 대왕의 길               | MBC            | Ông chúa Cheongseon                 |                    |
| 1998 | My Mother's Daughters            | 엄마의 딸               | SBS            |                                     |                    |
| 1999 | Did We Really Love?              | 우리가 정말 사랑했을까  | MBC            | Kang Jae-young hồi nhỏ              |                    |
| 1999 | Promise                          | 약속                    | SBS            | Jin-ju                              |                    |
| 1999 | Dangerous Lullaby                | 위험한 자장가           | KBS2           | Im Ja-min                           |                    |
| 2000 | Song, Let's Play                 | 송이야 놀자             | MBC            | Kang Song-yi                        |                    |
| 2000 | He, Who Was Abandoned By Her     | 그, 그녀에게 버림받다   | MBC            | Hye-jin                             |                    |
| 2000 | Foolish Princes                  | 온달 왕자들             | MBC            | Yeo Sat-byul                        |                    |
| 2001 | I Want to See Your Face          | 보고싶은 얼굴           | MBC            | Lee So-dam                          |                    |
| 2002 | Present                          | 선물                    | MBC            | Kim Da-hee                          |                    |
| 2002 | Robinson Crusoe in the Classroom | 교실 속의 로빈슨 크루소 | EBS            | Lee Hye-jung                        | Phim ngắn          |
| 2002 | My Love Patzzi                   | 내사랑 팥쥐             | MBC            | Yang Song-yi hồi nhỏ                |                    |
| 2002 | Kitchen Maid                     | 부엌데기                | MBC            |                                     |                    |
| 2003 | Country Princess                 | 위풍당당 그녀           | MBC            | Lee Eun-hee hồi nhỏ                 |                    |
| 2003 | Land of Wine                     | 술의 나라               | SBS            | Lee Sun-hee hồi nhỏ                 |                    |
| 2003 | Queen of Disco                   | 디스코의 여             | KBS2           | Kang Soo-ji                         | Phim ngắn          |
| 2003 | Merry Go Round                   | 회전목마                | MBC            | Sung Eun-kyo hồi nhỏ                |                    |
| 2003 | Nàng Dae Jang Geum               | 대장금                  | MBC            | Choi Geum-young hồi nhỏ             |                    |
| 2004 | Beijing My Love                  | 북경 내 사랑            | KBS2           | Jang Na-ra                          |                    |
| 2005 | Sonaki                           | 소나기                  | KBS2           | Girl                                | Phim ngắn          |
| 2005 | Single Again                     | 돌아온 싱글             | SBS            | Lee Soo-jin                         |                    |
| 2005 | Sisters of the Sea               | 자매바다                | MBC            | Song Choon-hee hồi nhỏ              |                    |
| 2007 | High Kick!                       | 거침없이 하이킥         | MBC            | Lee Se-young                        | Khách mời, tập 143 |
| 2008 | Kokkiri (Elephant)               | 코끼리                  | MBC            | Gook Se-young                       |                    |
| 2011 | Yeongdeok Women's Wrestling Team | 영덕 우먼스 씨름단      | KBS2           | Cha Bong-hee                        | Phim ngắn          |
| 2011 | Tiệm rau của anh chàng độc thân  | 총각네 야채가게         | Channel A      | Han Tae-in                          |                    |
| 2012 | Giấc mơ đế vương                 | 대왕의 꿈               | KBS1           | Chun Gwan-nyeo                      |                    |
| 2012 | Nhớ em                           | 보고싶다                | MBC            | Han Ah-reum                         |                    |
| 2013 | Hôn nhân của tứ nương            | 결혼의 여신             | SBS            | Noh Min-jung                        |                    |
| 2013 | Giai điệu tuổi thanh xuân        | 사춘기 메들리           | KBS2           | Yang Ah-young                       | Phim ngắn          |
| 2013 | Haneuljae's Murder               | 하늘재 살인사건         | MBC            | Mi-soo                              | Phim ngắn          |
| 2014 | Người tình nhạc Trot             | 트로트의 연인           | KBS2           | Park Soo-in                         |                    |
| 2016 | Thám tử ma ca rồng               | 뱀파이어 탐정           | OCN            | Han Gyeo-wool                       |                    |
| 2016 | Tiệm may quý ông                 | 월계수 양복점 신사들    | KBS2           | Min Hyo-won                         |                    |
| 2017 | Cú đánh cực đỉnh                 | 최고의 한방             | KBS2           | Choi Woo-seung                      | Vai chính          |
| 2017 | Hoa du ký                        | 화유기                  | tvN            | Jin Bu-ja / Jung Se-ra / Ah Sa-nyeo |                    |
| 2019 | Chàng hề thế thân                | 왕이 된 남자            | tvN            | Yoon So-woon                        | Vai chính          |
| 2019 | Bác sĩ Yo Han                    | 의사요한                | SBS            | Kang Shi-young                      | Vai chính          |
| 2020 | How Are U Bread                  | 하와유브레드            | Naver TV Cast  | Noh Mi-rae                          | Vai chính          |
| 2020 | Hồi ức                           | 메모리스트              | tvN            | Han Sun-mi                          | Vai chính          |
| 2020 | Kairos                           | 카이로스                | MBC            | Han Ae-ri                           | Vai chính          |
| 2021 | Viền đỏ trên tay áo              | 옷소매 붉은 끝동        | MBC            | Seong Deok-im                       | Vai chính          |
| 2022 | Quán cà phê luật                 | 법대로 사랑하라         | KBS2           | Kim Yu-ri                           | Vai chính          |
| 2023 | Hôn nhân hợp đồng                | 열녀박씨 계약결혼뎐     | MBC            | Park Yeon-woo                       | Vai chính          |

### Ca nhạc
| Năm  | Tựa đề                 | Nghệ sĩ                         |
| ---- | ---------------------- | ------------------------------- |
| 2002 | "S.Ⅱ.S (Soul To Soul)" | S.E.S                           |
| 2008 | "가슴아 그만"          | Black                           |
| 2011 | "Don't Touch My Girl"  | Boyfriend                       |
| 2014 | "If I"                 | Chung Dong-ha                   |
| 2014 | "I Feel on You"        | Lee Seung-hwan feat. Lee So-eun |

## Giải thưởng và đề cử
| Năm  | Tên Giải Thưởng                                   | Thể loại                                                                     | Phim đề cử          | Kết quả   | Ref. |
| ---- | ------------------------------------------------- | ---------------------------------------------------------------------------- | ------------------- | --------- | ---- |
| 2004 | Giải thưởng nghệ thuật điện ảnh Chunsa Lần thứ 12 | Nữ diễn viên trẻ xuất sắc nhất                                               | When I Turned Nine  | Đoạt giải |      |
| 2004 | Giải thưởng điện ảnh Hàn Quốc lần thứ 3           | Nữ diễn viên mới xuất sắc nhất                                               | When I Turned Nine  | Đề cử     |      |
| 2005 | Giải thưởng nghệ thuật Baeksang lần thứ 41        | Nữ diễn viên mới xuất sắc nhất, hạng mục truyền hình                         | Lovely Rivals       | Đề cử     |      |
| 2005 | Giải thưởng Phim truyền hình KBS lần thứ 19       | Nữ diễn viên trẻ xuất sắc nhất                                               | Rain Shower         | Đoạt giải |      |
| 2016 | Giải thưởng phim truyền hình KBS lần thứ 30       | Nữ diễn viên mới xuất sắc nhất                                               | Tiệm may quý ông    | Đoạt giải |      |
| 2016 | Giải thưởng phim truyền hình KBS lần thứ 30       | Cặp đôi đẹp nhất (với Hyun Woo)                                              | Tiệm may quý ông    | Đoạt giải |      |
| 2017 | Giải thưởng nghệ thuật Baeksang lần thứ 53        | Nữ diễn viên mới xuất sắc nhất, hạng mục truyền hình                         | Tiệm may quý ông    | Đoạt giải |      |
| 2017 | Giải thưởng Phim truyền hình Hàn Quốc lần thứ 10  | Nữ diễn viên mới xuất sắc nhất                                               | Tiệm may quý ông    | Đề cử     |      |
| 2019 | Giải thưởng Phim truyền hình Hàn Quốc lần thứ 12  | Nữ diễn viên xuất sắc nhất                                                   | Chàng hề thế thân   | Đoạt giải |      |
| 2019 | Giải thưởng Phim truyền hình SBS lần thứ 27       | Nữ diễn viên xuất sắc trong phim truyền hình                                 | Bác sĩ Yo Han       | Đoạt giải |      |
| 2019 | Giải thưởng Phim truyền hình SBS lần thứ 27       | Cặp đôi đẹp nhất (với Ji Sung)                                               | Bác sĩ Yo Han       | Đề cử     |      |
| 2020 | Giải thưởng phim truyền hình MBC lần thứ 39       | Nữ diễn viên chính xuất sắc nhất trong phim truyền hình chiếu thứ Hai-thứ Ba | Kairos              | Đề cử     |      |
| 2020 | Giải thưởng phim truyền hình MBC lần thứ 39       | Cặp đôi đẹp nhất (với Shin Sung-rok)                                         | Kairos              | Đề cử     |      |
| 2021 | Giải thưởng phim truyền hình MBC lần thứ 40       | Cặp đôi đẹp nhất (với Lee Jun-ho)                                            | Viền đỏ trên tay áo | Đoạt giải |      |
| 2021 | Giải thưởng phim truyền hình MBC lần thứ 40       | Nữ diễn viên xuất sắc nhất                                                   | Viền đỏ trên tay áo | Đoạt giải |      |